# Moos (Gemeinde Vorchdorf)
Moos ist eine Katastralgemeinde und ein Ort in der Gemeinde Vorchdorf in Oberösterreich.

## Lage
Moos liegt südlich von Vorchdorf am Nordhang von Feichtenberg und Bäckerberg. Der Ortsteil grenzt an die Katastralgemeinden Einsiedling und Lederau in Vorchdorf, Feichtenberg in Kirchham, Dorf in der Gemeinde Scharnstein und an die Katastralgemeinde Mitterndorf der Gemeinde Pettenbach in Oberösterreich. Nach Osten zur Gemeinde Pettenbach bildet die Alm eine natürliche Grenze.

## Geschichte
Zur Katastralgemeinde Moos gehören neben der Ortschaft Moos (außer Haus Nr. 5) auch die Gebäude in Lederau Nr. 41 und Nr. 42.
Neolithische Siedlungsreste am Kögerl bei Moos belegen eine frühe Besiedelung dieser Gegend.